# Verzorgingsplaats Knuvelkes
Verzorgingsplaats Knuvelkes is een  Nederlandse verzorgingsplaats, gelegen aan de A2 Amsterdam-Luik tussen afritten 57 en 58 ten oosten van Eijsden in de gemeente Eijsden-Margraten. Het is de laatste Nederlandse verzorgingsplaats op de A2 voor de grens met België.
Bij Knuvelkes ligt een tankstation van Shell.
Doordat het tankstation het laatste is voor de grens op routes naar het zuiden, is het een bekend station voor lifters, mensen die nog in Nederland willen tanken, etc. Tot 2002 was er een grenswisselkantoor waar guldens gewisseld konden worden voor vreemde valuta, met name Belgische en Franse franken.
Aan de andere kant van de snelweg ligt even verderop verzorgingsplaats Patiel.

## Oplaadpunt
De verzorgingsplaats beschikt ook over een overdekt oplaadpunt in de vorm van een snellaadstation voor elektrische auto's, geëxploiteerd door Fastned. Hiermee kunnen elektrische voertuigen binnen korte tijd worden opgeladen. De overkapping voorziet in de stroomvoorziening door middel van zonnepanelen. 

## Televisie
In een aflevering van de tv-serie Flikken Maastricht speelt de ontknoping (arrestatie van de 'boef') zich hier af. Het gaat om de aflevering 5 van seizoen 2, "Kidnap".
In de aflevering "Eeuwige Trouw" (seizoen 3, aflevering 1) moeten Wolffs en Van Dongen naar Amsterdam om de woning van een slachtoffer te doorzoeken. Onderweg naar Amsterdam, terwijl Wolffs en Van Dongen ruzie hebben, stopt Eva op de verzorgingsplaats de Knuvelkes. Dit is natuurlijk in werkelijkheid niet mogelijk, daar de Knuvelkes in zuidelijke richting van Maastricht aan de A2 ligt. Amsterdam ligt in noordelijke richting.

Richting Eijsden:
Haarrijn · 
IJsselstein · 
Bisde · 
De Lucht West · 
Velder · 
't Haasje · 
Roevenpeel · 
Ellerbrug · 
Het Anker · 
Vossedal · 
Knuvelkes
Richting Amsterdam:
Patiel · 
Meerssen · 
Kruisberg · 
Swentibold · 
Bosserhof ·
Meiberg · 
Groote Bleek · 
Ooiendonk · 
De Lucht Oost · 
Lingehorst · 
Jutphaas · 
Ruwiel